# Грбови рејона Мурманске области
Грбови рејона Мурманске области обухвата галерију грбова административних јединица руске области — Мурманске области, са статусом градских округа и рејона, те њихове историјске грбове (уколико их има).
Већина грбова настала је након успостављања Руске Федерације и Мурманске области, као њеног саставног субјекта.

## Грбови округа и рејона
- 1 — Грб округа 
 Мурманск
- 2 — Грб округа 
 Александровск
- 3 — Грб округа 
 Апатити
- 4 — Грб округа 
 Кировск
- 5 — Грб округа 
 Мончегорск
- 6 — Грб округа 
 Олењегорск
- 7 — Грб округа 
 Островној
- 8 — Грб округа 
 Пољарније Зори
- 9 — Грб округа 
 Ковдор
- 10 — Грб округа 
 Заозјорск
- 11 — Грб округа 
 Североморск
- 12 — Грб округа 
 Видјајево
- A — Грб рејона 
 Кандалашки
- Грб рејона 
 Ковдорски
- B — Грб рејона 
 Кољски
- C — Грб рејона 
 Ловозерски
- D — Грб рејона 
 Печеншки
- E — Грб рејона 
 Терски